# Heinrich Frenkel
Heinrich Simon Frenkel (ur. 5 czerwca 1860 w Warszawie, zm. 21 kwietnia 1931 w Dreźnie-Loschwitz) – szwajcarski lekarz neurolog, pionier neurorehabilitacji.

## Życiorys
Według różnych źródeł urodził się w Warszawie lub w szwajcarskim Heiden. Jego rodzicami byli Isaac Frenkel i Eva Eppenstein. Studiował medycynę na Uniwersytecie w Heidelbergu i Uniwersytecie w Lipsku (być może także w Zurychu), tytuł doktora medycyny otrzymał w 1884 roku w Lipsku. Następnie praktykował w Dornheim, a od 1888 roku w sanatorium Schloss Marbach. Od lat 90. praktykował w szwajcarskim sanatorium Bad Horn. Po I wojnie światowej w sezonie przeniósł swoją praktykę do Bad Oeynhausen.
W sierpniu 1886 ożenił się z Pauline Peiser, pochodzącą z Torunia. Jego szwagrem był Emil Dagobert Schumacher (1880–1940).

## Wybrane prace
- Die Therapie atactischer Bewegungsstörungen. Munch Med Wochnschr 37: 917–920, 1890
- Die Behandlung der tabischen Ataxie mit Hilfe der Uebung: compensatorische Uebungstherapie, ihre Grundlagen und Technik. Leipzig: Vogel, 1900